# Partido Renovador Trabalhista Brasileiro
O Partido Renovador Trabalhista Brasileiro (PRTB) é um partido político brasileiro fundado em 1994 e registrado definitivamente em 1997. Conforme o programa divulgado no site do partido, a principal bandeira ideológica é o "trabalhismo participativo", no qual o capital possa interagir com o trabalho e estabelecer interesses mútuos, em vez de explorar o trabalho. Apesar disso, o partido apresenta-se como conservador no aspecto cultural e liberal economicamente, sendo próximo à direita e à extrema-direita. Em abril de 2025 o partido possuía 146.906 filiados. Em janeiro de 2025 o partido anunciou a mudança de nome para "Brasileiro".

## História
O PRTB provém de membros do extinto PTR, partido que funcionou entre 1985 e 1993, que havia se fundido com o PST, originando o PP. Esse grupo, liderado por Levy Fidelix, já havia tentado organizar o PTRB, que somente disputou as eleições de 1994. Originalmente o PRTB reivindica também o legado e ideário político de Fernando Ferrari, fundador do MTR.
Durante a eleição presidencial brasileira de 1998, Fernando Collor de Mello decidiu se candidatar novamente ao cargo de presidente do Brasil pelo mesmo partido que o elegeu em 1989: o Partido da Reconstrução Nacional, atual Agir. O PRTB, formou, com o PRN, a coligação Renova Brasil, em apoio ao ex-presidente da República. O TSE, no entanto, impediu que sua candidatura se concretizasse, devido ao período de oito anos em que este não podia se eleger à qualquer mandato eletivo.
Alagoas é o único estado em que o PRTB teve importância eleitoral, única e exclusivamente pela presença de Fernando Collor de Mello na legenda. O partido abrigou, em 2000, o ex-presidente Fernando Collor de Mello em sua legenda, onde tentou se candidatar a prefeito de São Paulo nas eleições daquele ano, tendo sua candidatura impugnada às vésperas do dia da eleição, e em 2002, para governador de Alagoas, já em situação regular. Após ter recuperado seus direitos políticos, o ex-presidente tentou uma candidatura ao governo em 2002, numa coligação que lhe garantia bastante tempo no horário eleitoral, uma vez que era composta pelo PFL, PTB, PPS e PPB - o que, no entanto, não conseguiu fazê-lo vencer o governador reeleito Ronaldo Lessa. No mesmo ano, o então presidente do partido, Levy Fidelix, se candidatou ao cargo de governador do estado de São Paulo. Porém, acabou sendo derrotado. Em 2004 apoiou a ex-prefeita Marta Suplicy na sua fracassada tentativa de reeleição na cidade de São Paulo.[carece de fontes?]

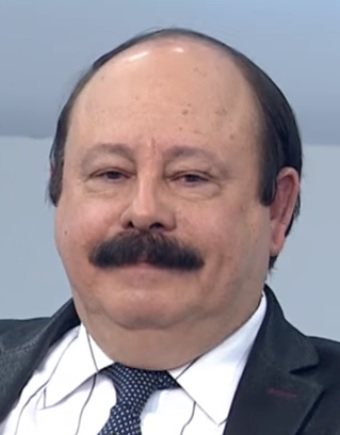
Levy Fidelix, candidato do PRTB a presidente da república em 2010 e 2014.

Em 2006, Collor concorreu ao Senado, novamente pelo PRTB, sem o apoio oficial de nenhum grande partido, tendo entrado na disputa depois do início da propaganda eleitoral, substituindo o candidato anterior, Givaldi Silva (um desconhecido motorista das Organizações Arnon de Mello). Collor venceu a eleição e tomou posse em 1 de fevereiro de 2007, mesmo dia em que deixou o PRTB e ingressou no PTB.[carece de fontes?]
Em 2010, o PRTB elegeu 2 deputados federais, um no estado do Rio de Janeiro, outro no Amapá - que no ano seguinte, deixaram o Partido para ingressar no novo PSD. Também em 2010, o PRTB lançou Levy Fidelix como candidato à Presidência da República sem coligação, obtendo 57.960 votos (0,06% do total) e ficando em 7º lugar. No segundo turno, Levy Fidelix declarou apoio à candidata Dilma Rousseff (PT) justificando ser necessário dar continuidade ao governo Lula.
Por volta de 2011, o PRTB decide se vincular a figura de Jânio Quadros (presidente do país em 1961), afim de atrair possíveis votos dos seus admiradores. Em maio de 2012, as investigações da Operação Monte Carlo da Polícia Federal mostraram que o bicheiro Carlinhos Cachoeira teria supostamente tentado comprar o PRTB ou outro partido.
Em 2014, ex-filiados acusaram Levy de controlar o partido como uma extensão de sua vida particular e de ter manipulado as três últimas eleições internas. O PRTB também respondia na justiça por cobrar 12 salários como multa a filiados com mandato ou cargo comissionado que se desfiliassem da sigla no exercício do cargo. Nesse mesmo ano, novamente Levy foi candidato a presidente da república. Desta vez, apresentando um discurso socialmente conservador e em defesa dos valores da família, com o slogan "Endireita Brasil". Sem coligação, aumentou sua votação para 446.878 votos (0,43%) mas continuando em 7º lugar, apoiando Aécio Neves, do PSDB, no segundo turno. Nas eleições estaduais, entretanto, o PRTB esteve em coligações fisiológicas, apoiando tanto candidatos de partidos da base do Governo Dilma, quanto que faziam oposição a ele.
Em outubro de 2015, Cícero Almeida, o único deputado federal do PRTB, se desfiliou. O PRTB pediu no TSE pela cassação do mandato por infidelidade partidária, sendo atendido apenas em novembro de 2018. Nas eleições municipais de 2016, o partido elegeu 9 prefeitos e 391 vereadores pelo país.
Na eleição presidencial de 2018 o PRTB conseguiu emplacar o general da reserva Hamilton Mourão como vice na chapa do candidato Jair Bolsonaro (então filiado ao PSL), tendo sido a quarta opção ao cargo. A chapa chegou ao segundo turno e venceu a eleição com 55% dos votos válidos. Outra vitória partidária foi a eleição de Carlos Almeida como vice-governador do Amazonas. Entretanto, ao contrário do PSL, o PRTB não deu um salto no seu número de parlamentares, pois não elegeu deputados federais e não aumentou significativamente o número de deputados estaduais. Como o PRTB não superou a nova Cláusula de barreira ao não atingir 1,5% dos votos válidos nas eleições para a Câmara dos Deputados, passou a não ter acesso aos recursos do Fundo Partidário e ao tempo de propaganda eleitoral gratuita no rádio e na televisão.

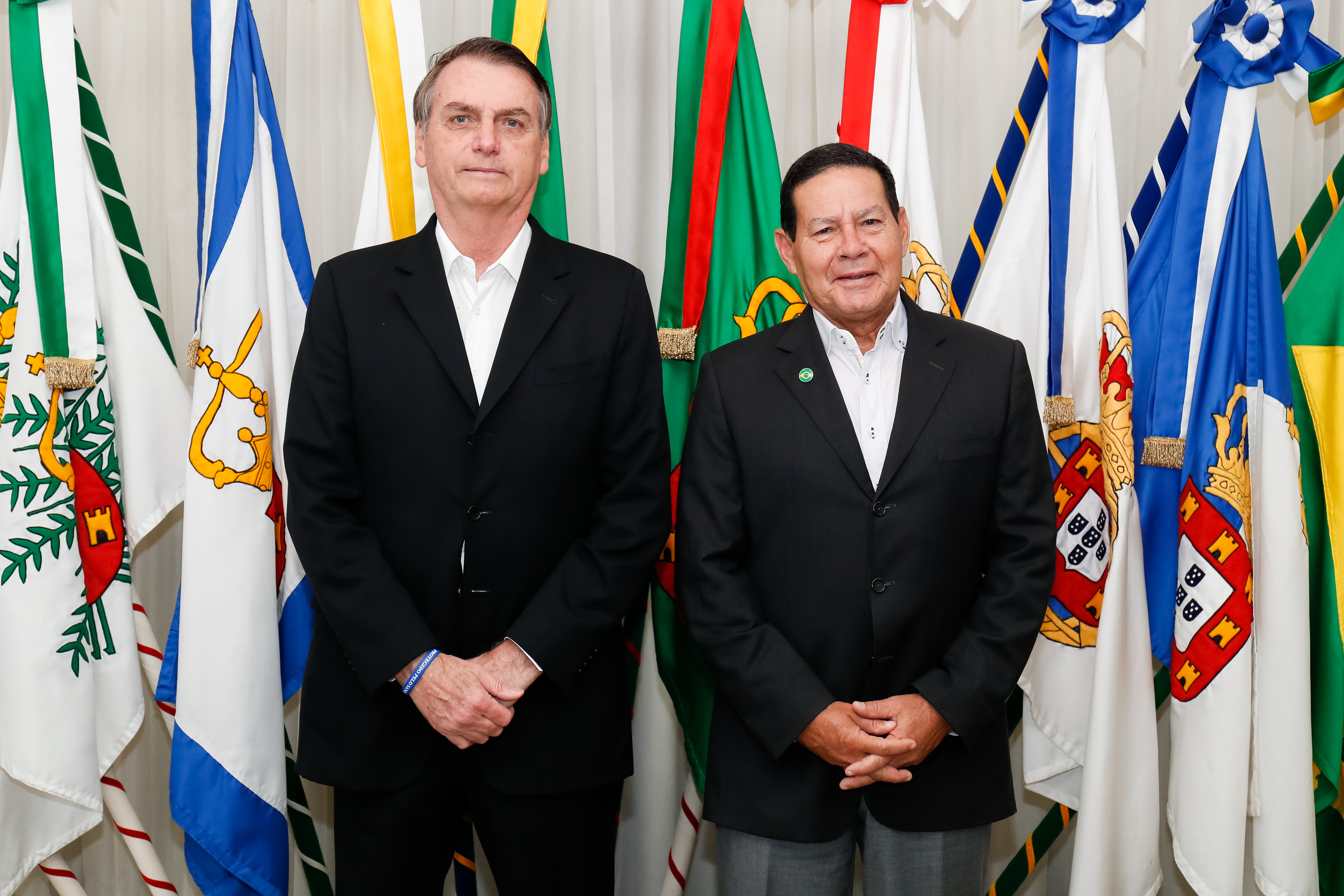
Transmissão temporária de Cargo de Presidente da República de Jair Bolsonaro a Hamilton Mourão.

Em junho de 2019, o PRTB expulsou seus três vereadores de Recife por eles se negarem a fazer oposição ao então prefeito Geraldo Júlio (PSB). Em março de 2020, o vice-governador do Amazonas se desfiliou do PRTB.
Nas eleições municipais de 2020, o PRTB e o NOVO decidiram renunciar às verbas do Fundo Eleitoral, mas cerca de 230 candidatos do PRTB receberam recursos públicos por meio de outras candidaturas ou legendas. O partido também apresentou a quarta maior variação percentual na quantidade de candidaturas a prefeito, com 240% de crescimento com relação a 2016; mas apenas em 10 capitais houve candidatura do PRTB a prefeitura. Os melhores resultados em capitais foram em Belo Horizonte (com 9,95% dos votos e a segunda colocação) e em Macapá (com 11,68% dos votos e a quarta colocação). Em Porto Alegre, um membro do PRTB ingressou com um recurso judicial contra uma irregularidade na chapa  de um candidato competitivo; o recurso foi aceito pelo TRE, resultando na renúncia do candidato e beneficiando Sebastião Melo (MDB) — apoiado pelo PRTB — que acabou vencendo a eleição. Já em Recife, foi o próprio candidato filiado ao PRTB, o deputado estadual Marco Aurélio, que renunciou no meio da eleição, após Jair Bolsonaro anunciar apoio a outra candidatura a prefeitura. Em São Paulo, Levy Fidelix criticou o apoio que Bolsonaro deu ao candidato Celso Russomanno (do Republicanos). Nacionalmente o PRTB elegeu apenas 6 prefeitos, todos em municípios pequenos, além de 220 vereadores, tendo um resultado pior que em 2016. Ao ter recebido apenas 0,81% dos votos válidos para prefeitos no primeiro turno, o PRTB ficou entre os partidos que podem tender a não atingir os 2,0% de votos válidos para deputados federais em 2022, esbarrando na segunda etapa da cláusula de barreira.
Durante a campanha eleitoral, ocorrida em meio a pandemia de Covid-19, Levy Fidelix criticou medidas como lockdown e campanha de vacinação, além de defender que não haveria uma segunda onda de casos da doença. Em 23 de abril de 2021, Levy morreu aos 69 anos, vítima de complicações da Covid-19. O PRTB passou a ser presidido pela viúva de Levy, além de ter iniciado negociações para que Jair Bolsonaro se filie na sigla. Uma das dificuldades na negociação é a exigência de Bolsonaro para ter o controle total dos 27 diretórios regionais. O trato envolveria a mudança de nome do PRTB para Aliança 28. O partido também trabalhou para que Mourão seguisse filiado, mas após receber convites de partidos como PL e Republicanos, o então vice-presidente decidiu ser candidato a senador representando o Rio Grande do Sul, sendo eleito pelo Republicanos em 2022.
Em 2022 o partido ficou novamente próximo de ter seu primeiro governador, Capitão Contar recebeu o apoio do presidente Bolsonaro no debate da TV Globo poucos dias antes do primeiro turno, fazendo com que Capitão Contar subisse nas pesquisas. Capitão Contar foi para o segundo turno no Mato Grosso do Sul, sendo o mais votado no primeiro turno, recebendo 384.275 votos (26,71%). Porém, sofreu a virada contra Eduardo Riedel (PSDB), também apoiador do presidente Bolsonaro, no segundo turno, que venceu Contar com 56,90% dos votos contra 43,10% de Contar.
Em 14 de setembro de 2024, a Justiça de São Paulo determinou o despejo do PRTB de um prédio comercial na Zona Sul da capital do estado de São Paulo por dívida com aluguel.

## Ideologia
O partido defendia inicialmente o trabalhismo, ideologia historicamente associada à esquerda política e a Getúlio Vargas, porém no caso do PRTB, o partido reivindica seguir a linha janista do trabalhismo, conservadora em sua essência.
O partido agora se define como conservador e nacionalista culturalmente e liberal economicamente. O partido também se posiciona abertamente contra o casamento entre pessoas do mesmo sexo, o aborto, um  suposto "ensino da identidade de gênero" nas escolas e a legalização recreativa da cânabis; e defende a maior participação das Forças Armadas no governo e a substituição da Constituição de 1988 por uma nova.
Após a morte de Levy Fidelix e a filiação do influenciador Pablo Marçal à sigla, o partido adota uma nova fase, inspirada pela visão de mundo deste, cunhada pelo nome de 'Governalismo'.
Segundo Marçal, o "o Governalismo é baseado na ideia de que cada brasileiro é único e nasceu com a missão de governar a si próprio, sua família e sua esfera de influência" e que "valoriza a individualidade de cada brasileiro, por isso, a liberdade, o respeito às diferenças e a tolerância são princípios fundamentais".
O Governalismo propõe uma superação na atual polarização do país, onde, segundo o próprio autor, as ideias capitalistas (direita) e socialistas (esquerda) possuem limitações e causam a "divisão nacional entre dois extremos, levando os brasileiros a se verem como inimigos simplesmente por pensarem diferente. Isso consome todas as energias e desvia o foco do futuro, criando um ambiente de ódio, intolerância e medo."
O influenciador argumenta que esta divisão, iniciada na Revolução Francesa, impede "o avanço da nação rumo ao desenvolvimento sustentável e à prosperidade". O mesmo já declarou várias vezes ser "nem capitalista, nem comunista".
Para essa ideologia o papel do Estado é o de auxiliar as pessoas a cumprirem sua missão na sociedade. "O Estado deve ser um suporte, não um limite". Com isso, ele "defende a descentralização e ações específicas do Estado para promover o progresso das famílias". Reitera-se: o Estado deve ter um papel suplementar, "fomentando o desenvolvimento das famílias, categorias e regiões de acordo com suas necessidades específicas".
O Governalismo propõe três pilares que sustentam todas as ações e projetos: Virtualização, Empresarização e Mudança de Mentalidade – V.E.M.

## Mudança de nome
O partido anunciou a intenção de mudar o seu nome quando Pablo Marçal⁣, ao confirmar a sua pré-candidatura à ⁣presidência da República em 2026, afirmou que o partido mudaria o seu nome para "Brasileiro", ainda antes das eleições. A mudança da nomenclatura é baseada na resolução n.º 23.571, do Tribunal Superior Eleitoral (TSE), que estipula que alterações estatutárias devem ser registradas em cartório e submetidas ao TSE, e requer a sua aprovação. A informação foi confirmada pelo presidente nacional do partido, Leonardo Avalanche. Embora dadas as intenções, o partido ainda não formalizou o pedido.

## Organização
| Deputados estaduais atuais (13) | Deputados estaduais atuais (13) | Deputados estaduais atuais (13) | Deputados estaduais atuais (13) |
| UF | Deputado(a)                     | UF                              | Deputado(a)                     |
| --- | ------------------------------- | ------------------------------- | ------------------------------- |
| AL | Breno Albuquerque               | MG                              | Bruno Engler*                   |
| AL | Fátima Canuto                   | PB                              | Eduardo Carneiro                |
| AL | Flávia Cavalcante               | PE                              | Marco Aurélio                   |
| AL | Jairzinho Lira                  | RJ                              | Renato Zaca*                    |
| GO | Charles Bento                   | RR                              | Coronel Chagas                  |
| GO | Julio Pina                      | RR                              | Tayla Peres                     |
| MA | Betel Gomes+                    |                                 |                                 |
| Observações: Em 2018 o PRTB elegeu 16 deputados estaduais. Nomes marcados com o símbolo * foram eleitos por outros partidos. Nomes marcados com o símbolo + são suplentes empossados. O deputado Fernando Monteiro (PI) faleceu em dezembro de 2019. Os deputados Boca Aberta Junior (PR), Léo Vieira (RJ), Leonardo Sá (MA), Felipe dos Pneus (MA) e Rafael Martins (MG) saíram do partido. O deputado Josué Neto (AM) entrou no PRTB em abril de 2020, mas saiu em dezembro. |                                 |                                 |                                 |

| Data      | Filiados | Crescimento anual | Crescimento anual |
| --------- | -------- | ----------------- | ----------------- |
| dez./2006 | 69.160   | —                 | —                 |
| dez./2007 | 84.415   | 15.255            | +22%              |
| dez./2008 | 87.259   | 2.844             | +3,3%             |
| dez./2009 | 84.325   | 3.090             | -3,4%             |
| dez./2010 | 92.932   | 8.607             | +10,2%            |
| dez./2011 | 111.081  | 18.149            | +19,5%            |
| dez./2012 | 114.459  | 3.378             | +3,0%             |
| dez./2013 | 115.549  | 1.090             | +0,9%             |
| dez./2014 | 118.327  | 2.778             | +2,4%             |
| dez./2015 | 122.991  | 4.664             | +3,9%             |
| dez./2016 | 136.189  | 13.198            | +10,7%            |
| dez./2017 | 136.639  | 450               | +0,3%             |
| dez./2018 | 138.788  | 2.149             | +1,5%             |
| dez./2019 | 132.350  | 6.438             | -4,8%             |
| dez./2020 | 150.314  | 17.964            | +13,5%            |
| dez./2021 | 146.479  | 3.835             | -2,5%             |
| dez./2022 | 145.213  | 1.266             | -0,8%             |
| dez./2023 | 143.309  | 1.904             | -1,3%             |
| set./2024 | 148.065  | 4.756             | +3,32%            |

## Desempenho eleitoral
| Legislatura     | Bancada | %    | ± |
| --------------- | ------- | ---- | - |
| 50ª (1995–1999) | 0 / 513 | 0,00 | 0 |
| 51ª (1999–2003) | 0 / 513 | 0,00 | 0 |
| 52ª (2003–2007) | 0 / 513 | 0,00 | 0 |
| 53ª (2007–2011) | 0 / 513 | 0,00 | 0 |
| 54ª (2011–2015) | 2 / 513 | 0,38 | 2 |
| 55ª (2015–2019) | 1 / 513 | 0,19 | 1 |
| 56ª (2019–2023) | 0 / 513 | 0,00 | 1 |
| 57ª (2023–2027) | 0 / 513 | 0,27 | 0 |

Os números das bancadas representam o início de cada legislatura, desconsiderando, por exemplo, parlamentares que tenham mudado de partido posteriormente.

### Eleições estaduais
| Participação e desempenho do PRTB nas eleições estaduais de 2022 |                                         |                                        | |                                    |                                                                         |
| Candidatos majoritários eleitos Em negrito estão os candidatos filiados ao PRTB durante a eleição. Os cargos obtidos na Câmara Federal e nas Assembleias Legislativas são referentes às coligações proporcionais que o PRTB compôs. Tais coligações não são necessariamente iguais às coligações majoritárias e geralmente são menores. Não estão listados os futuros suplentes empossados. \| UF \| Candidatos(as) a Governador(a) e a Vice \| Candidatos(as) a Senadores(as) \| Coligação majoritária (governo e senado) \| Deputados(as) federais eleitos(as) \| Deputados(as) estaduais eleitos(as) \| \| -- \| --------------------------------------- \| -------------------------------------- \| ---------------------------------------------------------------------------------------------------------- \| ---------------------------------- \| ----------------------------------------------------------------------- \| \| AC \| Mara Rocha (MDB) \| Márcia Bittar (PL) \| PRTB / MDB / PL / Republicanos \| ninguém \| ninguém \| \| AC \| Fernando Zamora (PRTB) \| Márcia Bittar (PL) \| PRTB / MDB / PL / Republicanos \| ninguém \| ninguém \| \| AL \| Luciano Almeida (PRTB) \| Coronel Do Valle (PROS) \| PRTB / PROS \| ninguém \| ninguém \| \| AL \| Sargento Walderlan (PRTB) \| Coronel Do Valle (PROS) \| PRTB / PROS \| ninguém \| ninguém \| \| AP \| Gesiel de Oliveira (PRTB) \| Sueli Pini (PRTB) \| PRTB \| ninguém \| ninguém \| \| AP \| Tenente Alis Vanzeler (PRTB) \| Sueli Pini (PRTB) \| PRTB \| ninguém \| ninguém \| \| AM \| Wilson Lima (UNIÃO) \| Coronel Menezes (PL) \| PRTB / UNIÃO / Avante / PL / Patriota / PTB / Republicanos / PP / PSC / PMN \| ninguém \| ninguém \| \| AM \| Tadeu de Souza (Avante) \| Coronel Menezes (PL) \| PRTB / UNIÃO / Avante / PL / Patriota / PTB / Republicanos / PP / PSC / PMN \| ninguém \| ninguém \| \| BA \| ACM Neto (UNIÃO) \| Cacá Leão (PP) \| PRTB / UNIÃO / Republicanos / PP / Fed. PSDB Cidadania / PDT / PSC / PTB / PODE / Solidariedade / PMN / DC \| ninguém \| ninguém \| \| BA \| Ana Coelho (Republicanos) \| Cacá Leão (PP) \| PRTB / UNIÃO / Republicanos / PP / Fed. PSDB Cidadania / PDT / PSC / PTB / PODE / Solidariedade / PMN / DC \| ninguém \| ninguém \| \| CE \| Elmano de Freitas (PT) \| Camilo Santana (PT) \| PRTB / FE Brasil (PT/PCdoB/PV) / MDB / PP / Fed. PSOL REDE / Solidariedade \| ninguém \| ninguém \| \| CE \| Jade Romero (MDB) \| Camilo Santana (PT) \| PRTB / FE Brasil (PT/PCdoB/PV) / MDB / PP / Fed. PSOL REDE / Solidariedade \| ninguém \| ninguém \| \| DF \| Izalci Lucas (PSDB) \| ninguém \| PRTB / Fed. PSDB Cidadania \| ninguém \| ninguém \| \| DF \| Beth Cupertino (PRTB) \| ninguém \| PRTB / Fed. PSDB Cidadania \| ninguém \| ninguém \| \| ES \| Cláudio Paiva (PRTB) \| Antônio Bungenstab (PRTB) \| PRTB \| ninguém \| ninguém \| \| ES \| Marco Aurélio (PRTB) \| Antônio Bungenstab (PRTB) \| PRTB \| ninguém \| ninguém \| \| GO \| Ronaldo Caiado (UNIÃO) \| Delegado Waldir (UNIÃO) \| PRTB / UNIÃO / MDB / PP / PSD / Solidariedade / PSC / PTB / PODE / Avante / PDT / PROS \| ninguém \| Wagner Neto (PRTB)Coronel Adailton (PRTB) Julio Pina (PRTB) Zeli (PRTB) \| \| GO \| Daniel Vilela (MDB) \| Alexandre Baldy (PP) \| PRTB / UNIÃO / MDB / PP / PSD / Solidariedade / PSC / PTB / PODE / Avante / PDT / PROS \| ninguém \| Wagner Neto (PRTB)Coronel Adailton (PRTB) Julio Pina (PRTB) Zeli (PRTB) \| \| GO \| Daniel Vilela (MDB) \| Vilmar Rocha (PSD) \| PRTB / UNIÃO / MDB / PP / PSD / Solidariedade / PSC / PTB / PODE / Avante / PDT / PROS \| ninguém \| Wagner Neto (PRTB)Coronel Adailton (PRTB) Julio Pina (PRTB) Zeli (PRTB) \| \| MA \| Edivaldo Holanda Júnior (PSD) \| ninguém \| PRTB / PSD \| ninguém \| ninguém \| \| MA \| Prof. Andrea Heringer (PSD) \| ninguém \| PRTB / PSD \| ninguém \| ninguém \| \| MG \| Carlos Viana (PL) \| Irani Gomes (PRTB) partido isolado \| PRTB / PL / Republicanos \| ninguém \| ninguém \| \| MG \| Coronel Wanderley (PL) \| Irani Gomes (PRTB) partido isolado \| PRTB / PL / Republicanos \| ninguém \| ninguém \| \| MS \| Capitão Contar (PRTB) \| ninguém \| PRTB / Avante \| ninguém \| Rafael Tavares (PRTB) \| \| MS \| Beto Figueiró (PRTB) \| ninguém \| PRTB / Avante \| ninguém \| Rafael Tavares (PRTB) \| \| MT \| ninguém \| ninguém \| nenhuma \| ninguém \| ninguém \| \| PA \| Felipe Augusto (PRTB) \| Renata Fonseca (PRTB) \| PRTB \| ninguém \| ninguém \| \| PA \| Fernando Dourado (PRTB) \| Renata Fonseca (PRTB) \| PRTB \| ninguém \| ninguém \| \| PB \| Major Fábio (PRTB) \| Sérgio Queiroz (PRTB) \| PRTB \| ninguém \| ninguém \| \| PB \| Dr. Jod Candeia (PRTB) \| Sérgio Queiroz (PRTB) \| PRTB \| ninguém \| ninguém \| \| PE \| Raquel Lyra (PSDB) \| Esteves Jacinto (PRTB) partido isolado \| PRTB / Fed. PSDB Cidadania \| ninguém \| ninguém \| \| PE \| Priscila Krause (Cidadania) \| Esteves Jacinto (PRTB) partido isolado \| PRTB / Fed. PSDB Cidadania \| ninguém \| ninguém \| \| PI \| ninguém \| ninguém \| nenhuma \| ninguém \| ninguém \| \| PR \| ninguém \| ninguém \| nenhuma \| ninguém \| ninguém \| \| RJ \| Cláudio Castro (PL) \| Romário (PL) \| PRTB / PL / MDB / UNIÃO / PODE / PP / PROS / Republicanos / PSC / PTB / Solidariedade / DC / PMN \| ninguém \| ninguém \| \| RJ \| Thiago Pampolha (UNIÃO) \| Romário (PL) \| PRTB / PL / MDB / UNIÃO / PODE / PP / PROS / Republicanos / PSC / PTB / Solidariedade / DC / PMN \| ninguém \| ninguém \| \| RN \| Antônio Bento (PRTB) \| Marcelo Guerreiro (PRTB) \| PRTB \| ninguém \| ninguém \| \| RN \| Jurandir Rosa (PRTB) \| Marcelo Guerreiro (PRTB) \| PRTB \| ninguém \| ninguém \| \| RO \| ninguém \| ninguém \| nenhuma \| ninguém \| ninguém \| \| RR \| Antônio Denarium (PP) \| Hiran Gonçalves (PP) \| PRTB / PP / Republicanos / PSD / UNIÃO \| ninguém \| Coronel Chagas (PRTB)Marcinho Belota (PRTB) \| \| RR \| Edilson Damião (Republicanos) \| Hiran Gonçalves (PP) \| PRTB / PP / Republicanos / PSD / UNIÃO \| ninguém \| Coronel Chagas (PRTB)Marcinho Belota (PRTB) \| \| RS \| ninguém \| ninguém \| nenhuma \| ninguém \| ninguém \| \| SC \| ninguém \| ninguém \| nenhuma \| ninguém \| ninguém \| \| SE \| ninguém \| ninguém \| nenhuma \| ninguém \| ninguém \| \| SP \| ninguém \| Janaína Paschoal (PRTB) \| PRTB \| ninguém \| ninguém \| \| TO \| Irajá Abreu (PSD) \| Marcelo Cláudio (PRTB) partido isolado \| PRTB / PSD / Avante \| ninguém \| ninguém \| \| TO \| Professora Lires (PSD) \| Marcelo Cláudio (PRTB) partido isolado \| PRTB / PSD / Avante \| ninguém \| ninguém \| |                                         |                                        | |                                    |                                                                         |
| UF | Candidatos(as) a Governador(a) e a Vice | Candidatos(as) a Senadores(as)         | Coligação majoritária (governo e senado)                                                                   | Deputados(as) federais eleitos(as) | Deputados(as) estaduais eleitos(as)                                     |
| AC | Mara Rocha (MDB)                        | Márcia Bittar (PL)                     | PRTB / MDB / PL / Republicanos                                                                             | ninguém                            | ninguém                                                                 |
| AC | Fernando Zamora (PRTB)                  | Márcia Bittar (PL)                     | PRTB / MDB / PL / Republicanos                                                                             | ninguém                            | ninguém                                                                 |
| AL | Luciano Almeida (PRTB)                  | Coronel Do Valle (PROS)                | PRTB / PROS                                                                                                | ninguém                            | ninguém                                                                 |
| AL | Sargento Walderlan (PRTB)               | Coronel Do Valle (PROS)                | PRTB / PROS                                                                                                | ninguém                            | ninguém                                                                 |
| AP | Gesiel de Oliveira (PRTB)               | Sueli Pini (PRTB)                      | PRTB | ninguém                            | ninguém                                                                 |
| AP | Tenente Alis Vanzeler (PRTB)            | Sueli Pini (PRTB)                      | PRTB | ninguém                            | ninguém                                                                 |
| AM | Wilson Lima (UNIÃO)                     | Coronel Menezes (PL)                   | PRTB / UNIÃO / Avante / PL / Patriota / PTB / Republicanos / PP / PSC / PMN                                | ninguém                            | ninguém                                                                 |
| AM | Tadeu de Souza (Avante)                 | Coronel Menezes (PL)                   | PRTB / UNIÃO / Avante / PL / Patriota / PTB / Republicanos / PP / PSC / PMN                                | ninguém                            | ninguém                                                                 |
| BA | ACM Neto (UNIÃO)                        | Cacá Leão (PP)                         | PRTB / UNIÃO / Republicanos / PP / Fed. PSDB Cidadania / PDT / PSC / PTB / PODE / Solidariedade / PMN / DC | ninguém                            | ninguém                                                                 |
| BA | Ana Coelho (Republicanos)               | Cacá Leão (PP)                         | PRTB / UNIÃO / Republicanos / PP / Fed. PSDB Cidadania / PDT / PSC / PTB / PODE / Solidariedade / PMN / DC | ninguém                            | ninguém                                                                 |
| CE | Elmano de Freitas (PT)                  | Camilo Santana (PT)                    | PRTB / FE Brasil (PT/PCdoB/PV) / MDB / PP / Fed. PSOL REDE / Solidariedade                                 | ninguém                            | ninguém                                                                 |
| CE | Jade Romero (MDB)                       | Camilo Santana (PT)                    | PRTB / FE Brasil (PT/PCdoB/PV) / MDB / PP / Fed. PSOL REDE / Solidariedade                                 | ninguém                            | ninguém                                                                 |
| DF | Izalci Lucas (PSDB)                     | ninguém                                | PRTB / Fed. PSDB Cidadania                                                                                 | ninguém                            | ninguém                                                                 |
| DF | Beth Cupertino (PRTB)                   | ninguém                                | PRTB / Fed. PSDB Cidadania                                                                                 | ninguém                            | ninguém                                                                 |
| ES | Cláudio Paiva (PRTB)                    | Antônio Bungenstab (PRTB)              | PRTB | ninguém                            | ninguém                                                                 |
| ES | Marco Aurélio (PRTB)                    | Antônio Bungenstab (PRTB)              | PRTB | ninguém                            | ninguém                                                                 |
| GO | Ronaldo Caiado (UNIÃO)                  | Delegado Waldir (UNIÃO)                | PRTB / UNIÃO / MDB / PP / PSD / Solidariedade / PSC / PTB / PODE / Avante / PDT / PROS                     | ninguém                            | Wagner Neto (PRTB)Coronel Adailton (PRTB) Julio Pina (PRTB) Zeli (PRTB) |
| GO | Daniel Vilela (MDB)                     | Alexandre Baldy (PP)                   | PRTB / UNIÃO / MDB / PP / PSD / Solidariedade / PSC / PTB / PODE / Avante / PDT / PROS                     | ninguém                            | Wagner Neto (PRTB)Coronel Adailton (PRTB) Julio Pina (PRTB) Zeli (PRTB) |
| GO | Daniel Vilela (MDB)                     | Vilmar Rocha (PSD)                     | PRTB / UNIÃO / MDB / PP / PSD / Solidariedade / PSC / PTB / PODE / Avante / PDT / PROS                     | ninguém                            | Wagner Neto (PRTB)Coronel Adailton (PRTB) Julio Pina (PRTB) Zeli (PRTB) |
| MA | Edivaldo Holanda Júnior (PSD)           | ninguém                                | PRTB / PSD                                                                                                 | ninguém                            | ninguém                                                                 |
| MA | Prof. Andrea Heringer (PSD)             | ninguém                                | PRTB / PSD                                                                                                 | ninguém                            | ninguém                                                                 |
| MG | Carlos Viana (PL)                       | Irani Gomes (PRTB) partido isolado     | PRTB / PL / Republicanos                                                                                   | ninguém                            | ninguém                                                                 |
| MG | Coronel Wanderley (PL)                  | Irani Gomes (PRTB) partido isolado     | PRTB / PL / Republicanos                                                                                   | ninguém                            | ninguém                                                                 |
| MS | Capitão Contar (PRTB)                   | ninguém                                | PRTB / Avante                                                                                              | ninguém                            | Rafael Tavares (PRTB)                                                   |
| MS | Beto Figueiró (PRTB)                    | ninguém                                | PRTB / Avante                                                                                              | ninguém                            | Rafael Tavares (PRTB)                                                   |
| MT | ninguém                                 | ninguém                                | nenhuma | ninguém                            | ninguém                                                                 |
| PA | Felipe Augusto (PRTB)                   | Renata Fonseca (PRTB)                  | PRTB | ninguém                            | ninguém                                                                 |
| PA | Fernando Dourado (PRTB)                 | Renata Fonseca (PRTB)                  | PRTB | ninguém                            | ninguém                                                                 |
| PB | Major Fábio (PRTB)                      | Sérgio Queiroz (PRTB)                  | PRTB | ninguém                            | ninguém                                                                 |
| PB | Dr. Jod Candeia (PRTB)                  | Sérgio Queiroz (PRTB)                  | PRTB | ninguém                            | ninguém                                                                 |
| PE | Raquel Lyra (PSDB)                      | Esteves Jacinto (PRTB) partido isolado | PRTB / Fed. PSDB Cidadania                                                                                 | ninguém                            | ninguém                                                                 |
| PE | Priscila Krause (Cidadania)             | Esteves Jacinto (PRTB) partido isolado | PRTB / Fed. PSDB Cidadania                                                                                 | ninguém                            | ninguém                                                                 |
| PI | ninguém                                 | ninguém                                | nenhuma | ninguém                            | ninguém                                                                 |
| PR | ninguém                                 | ninguém                                | nenhuma | ninguém                            | ninguém                                                                 |
| RJ | Cláudio Castro (PL)                     | Romário (PL)                           | PRTB / PL / MDB / UNIÃO / PODE / PP / PROS / Republicanos / PSC / PTB / Solidariedade / DC / PMN           | ninguém                            | ninguém                                                                 |
| RJ | Thiago Pampolha (UNIÃO)                 | Romário (PL)                           | PRTB / PL / MDB / UNIÃO / PODE / PP / PROS / Republicanos / PSC / PTB / Solidariedade / DC / PMN           | ninguém                            | ninguém                                                                 |
| RN | Antônio Bento (PRTB)                    | Marcelo Guerreiro (PRTB)               | PRTB | ninguém                            | ninguém                                                                 |
| RN | Jurandir Rosa (PRTB)                    | Marcelo Guerreiro (PRTB)               | PRTB | ninguém                            | ninguém                                                                 |
| RO | ninguém                                 | ninguém                                | nenhuma | ninguém                            | ninguém                                                                 |
| RR | Antônio Denarium (PP)                   | Hiran Gonçalves (PP)                   | PRTB / PP / Republicanos / PSD / UNIÃO                                                                     | ninguém                            | Coronel Chagas (PRTB)Marcinho Belota (PRTB)                             |
| RR | Edilson Damião (Republicanos)           | Hiran Gonçalves (PP)                   | PRTB / PP / Republicanos / PSD / UNIÃO                                                                     | ninguém                            | Coronel Chagas (PRTB)Marcinho Belota (PRTB)                             |
| RS | ninguém                                 | ninguém                                | nenhuma | ninguém                            | ninguém                                                                 |
| SC | ninguém                                 | ninguém                                | nenhuma | ninguém                            | ninguém                                                                 |
| SE | ninguém                                 | ninguém                                | nenhuma | ninguém                            | ninguém                                                                 |
| SP | ninguém                                 | Janaína Paschoal (PRTB)                | PRTB | ninguém                            | ninguém                                                                 |
| TO | Irajá Abreu (PSD)                       | Marcelo Cláudio (PRTB) partido isolado | PRTB / PSD / Avante                                                                                        | ninguém                            | ninguém                                                                 |
| TO | Professora Lires (PSD)                  | Marcelo Cláudio (PRTB) partido isolado | PRTB / PSD / Avante                                                                                        | ninguém                            | ninguém                                                                 |

| Participação e desempenho do PRTB nas eleições estaduais de 2018 |                                         |                                | |                                         | |
| Candidatos majoritários eleitos (5 governadores e 10 senadores). Em negrito estão os candidatos filiados ao PRTB durante a eleição. Os cargos obtidos na Câmara Federal e nas Assembleias Legislativas são referentes às coligações proporcionais que o PRTB compôs. Tais coligações não são necessariamente iguais às coligações majoritárias e geralmente são menores. Não estão listados os futuros suplentes empossados. \| UF \| Candidatos(as) a Governador(a) e a Vice \| Candidatos(as) a Senadores(as) \| Coligação majoritária (governo e senado) \| Deputados(as) federais eleitos(as) — 11 \| Deputados(as) estaduais eleitos(as) — 57 \| \| -- \| --------------------------------------- \| ------------------------------ \| ----------------------------------------------------------------------------------------------------- \| --------------------------------------- \| ------------------------------------------------------------------------------------------------------- \| \| AC \| Marcus Alexandre (PT) \| Jorge Viana (PT) \| PRTB / PT / PDT / PRB / PV / PROS / PCdoB / PSB / PHS / PODE / DC / PPL / PMB / PSOL \| ninguém \| ninguém \| \| AC \| Emylson Farias (PDT) \| Ney Amorim (PT) \| PRTB / PT / PDT / PRB / PV / PROS / PCdoB / PSB / PHS / PODE / DC / PPL / PMB / PSOL \| ninguém \| ninguém \| \| AL \| Renan Filho (MDB) \| Renan Calheiros (MDB) \| PRTB / MDB / PR / PPS / DC / PCdoB / PDT / PHS / PMN / PODE / PRP / Avante / PSD / PT / PTB / PV / SD \| 1 PSD, 1 PR, 1 PTB, 1 MDB, 1 PT \| Breno Albuquerque (PRTB), Fátima Canuto (PRTB), Flávia Cavalcante (PRTB), Jairzinho Lira (PRTB) + 1 PPS \| \| AL \| Luciano Barbosa (MDB) \| Maurício Quintella Lessa (PR) \| PRTB / MDB / PR / PPS / DC / PCdoB / PDT / PHS / PMN / PODE / PRP / Avante / PSD / PT / PTB / PV / SD \| 1 PSD, 1 PR, 1 PTB, 1 MDB, 1 PT \| Breno Albuquerque (PRTB), Fátima Canuto (PRTB), Flávia Cavalcante (PRTB), Jairzinho Lira (PRTB) + 1 PPS \| \| AM \| Wilson Lima (PSC) \| Luiz Castro (REDE) \| PRTB / REDE / PSC \| ninguém \| ninguém \| \| AM \| Carlos Almeida (PRTB) \| Luiz Castro (REDE) \| PRTB / REDE / PSC \| ninguém \| ninguém \| \| AP \| ninguém \| ninguém \| nenhuma \| ninguém \| ninguém \| \| BA \| João Henrique (PRTB) \| Celsinho Cotrim (PRTB) \| PRTB / PSL \| ninguém \| ninguém \| \| BA \| Antônia Santos (PRTB) \| Comandante Rangel (PSL) \| PRTB / PSL \| ninguém \| ninguém \| \| CE \| Camilo Santana (PT) \| Eunício Oliveira (MDB) \| PRTB / PT / PDT / PP / PSB / PR / PTB / DEM / PCdoB / PPS / PRP / PV / PMN / PPL / PMB / Patriota \| 1 Patriota \| 1 PPS \| \| CE \| Izolda Cela (PDT) \| Alberto Bardawil (PODE) \| PRTB / PT / PDT / PP / PSB / PR / PTB / DEM / PCdoB / PPS / PRP / PV / PMN / PPL / PMB / Patriota \| 1 Patriota \| 1 PPS \| \| DF \| General Paulo Chagas (PRP) \| Brigadeiro Átila Maia (PRTB) \| PRTB / PRP \| 1 PRP \| 1 PRP \| \| DF \| Adalberto Monteiro (PRP) \| Fadi Faraj (PRP) \| PRTB / PRP \| 1 PRP \| 1 PRP \| \| ES \| Rose de Freitas (PODE) \| Fabiano Contarato (REDE) \| PRTB / PODE / PMN / REDE / MDB / Patriota \| ninguém \| 1 PMN, 1 Patriota, 1 REDE \| \| ES \| Dr. Tanguy (PODE) \| Fabiano Contarato (REDE) \| PRTB / PODE / PMN / REDE / MDB / Patriota \| ninguém \| 1 PMN, 1 Patriota, 1 REDE \| \| GO \| Ronaldo Caiado (DEM) \| Jorge Kajuru (PRP) \| PRTB / DEM / PRP / PSC / PMB / PR / PODE / DC / PSL / PMN / PTC / PROS / PDT \| ninguém \| Charles Bento (PRTB), Julio Pina (PRTB) \| \| GO \| Lincoln Tejota (PROS) \| Wilder Morais (DEM) \| PRTB / DEM / PRP / PSC / PMB / PR / PODE / DC / PSL / PMN / PTC / PROS / PDT \| ninguém \| Charles Bento (PRTB), Julio Pina (PRTB) \| \| MA \| Maura Jorge (PSL) \| Samoel de Itapecuru (PSL) \| PRTB / PSL \| ninguém \| Felipe dos Pneus (PRTB), Leonardo Sá (PRTB) \| \| MA \| Roberto Filho (PSL) \| Samoel de Itapecuru (PSL) \| PRTB / PSL \| ninguém \| Felipe dos Pneus (PRTB), Leonardo Sá (PRTB) \| \| MG \| João Batista Mares (REDE) \| Kaka Menezes (REDE) \| PRTB / REDE \| ninguém \| Rafael Martins (PRTB) + 1 REDE \| \| MG \| Dr. Giovanni (REDE) \| Kaka Menezes (REDE) \| PRTB / REDE \| ninguém \| Rafael Martins (PRTB) + 1 REDE \| \| MS \| Junior Mochi (MDB) \| Waldemir Moka (MDB) \| PRTB / MDB / PTC / PR / PHS / PRP / DC \| ninguém \| 1 PR \| \| MS \| Tânia Garib (MDB) \| Waldemir Moka (MDB) \| PRTB / MDB / PTC / PR / PHS / PRP / DC \| ninguém \| 1 PR \| \| MT \| Pedro Taques (PSDB) \| Selma Arruda (PSL) \| PRTB / PSDB / PSL / PSB / SD / PPS / DC / Avante / Patriota \| ninguém \| 2 DC \| \| MT \| Rui Prado (PSDB) \| Nilson Leitão (PSDB) \| PRTB / PSDB / PSL / PSB / SD / PPS / DC / Avante / Patriota \| ninguém \| 2 DC \| \| PA \| Márcio Miranda (DEM) \| Flexa Ribeiro (PSDB) \| PRTB / DEM / PSDB / PSB / SD / PMN / PDT / PPS / PRP \| ninguém \| 1 PPS, 1 PMN \| \| PA \| José Megale (PSDB) \| Sidney Rosa (PSB) \| PRTB / DEM / PSDB / PSB / SD / PMN / PDT / PPS / PRP \| ninguém \| 1 PPS, 1 PMN \| \| PB \| Lucélio Cartaxo (PV) \| Daniella Ribeiro (PP) \| PRTB / PV / PSDB / PP / PSD / PSC / SD / DC / PHS / PTC / PSL / PPL \| 1 PSL \| Eduardo Carneiro (PRTB) + 2 PSL \| \| PB \| Michele Rodrigues (PSDB) \| Cássio Cunha Lima (PSDB) \| PRTB / PV / PSDB / PP / PSD / PSC / SD / DC / PHS / PTC / PSL / PPL \| 1 PSL \| Eduardo Carneiro (PRTB) + 2 PSL \| \| PE \| Armando Monteiro (PTB) \| Mendonça Filho (DEM) \| PRTB / PTB / PSC / PSDB / DEM / PPS / PRB / PV / PODE / PSL / PHS / DC / PMB \| 1 PSL, 1 PHS \| Marco Aurélio (PRTB) + 1 PHS \| \| PE \| Fred Ferreira (PSC) \| Bruno Araújo (PSDB) \| PRTB / PTB / PSC / PSDB / DEM / PPS / PRB / PV / PODE / PSL / PHS / DC / PMB \| 1 PSL, 1 PHS \| Marco Aurélio (PRTB) + 1 PHS \| \| PI \| Wellington Dias (PT) \| Ciro Nogueira (PP) \| PRTB / PT / MDB / PP / PR / PCdoB / PTB / PDT / PSD \| ninguém \| Fernando Monteiro (PRTB), + 6 MDB, 5 PT, 5 PP, 3 PR, 2 PTB, 1 PSD, 1 PDT \| \| PI \| Regina Sousa (PT) \| Marcelo Castro (MDB) \| PRTB / PT / MDB / PP / PR / PCdoB / PTB / PDT / PSD \| ninguém \| Fernando Monteiro (PRTB), + 6 MDB, 5 PT, 5 PP, 3 PR, 2 PTB, 1 PSD, 1 PDT \| \| PR \| Geonísio Marinho (PRTB) \| Rodrigo Reis (PRTB) \| PRTB / PRP \| ninguém \| Boca Aberta Junior (PRTB) \| \| PR \| Paulo Nori (PRTB) \| Zé Boni (PRTB) \| PRTB / PRP \| ninguém \| Boca Aberta Junior (PRTB) \| \| RJ \| Subtenente André Monteiro (PRTB) \| Mattos Nascimento (PRTB) \| nenhuma \| ninguém \| Léo Vieira (PRTB) \| \| RJ \| Jonas Licurgo (PRTB) \| Mattos Nascimento (PRTB) \| nenhuma \| ninguém \| Léo Vieira (PRTB) \| \| RN \| Heró Bezerra (PRTB) \| Levi Costa (PRTB) \| nenhuma \| ninguém \| ninguém \| \| RN \| Antônio Bento (PRTB) \| Jurandir Marinho (PRTB) \| nenhuma \| ninguém \| ninguém \| \| RO \| Coronel Charlon (PRTB) \| Ted Wilson (PRTB) \| nenhuma \| ninguém \| ninguém \| \| RO \| Coronel Alexandre (PRTB) \| Ted Wilson (PRTB) \| nenhuma \| ninguém \| ninguém \| \| RR \| Suely Campos (PP) \| Ângela Portela (PDT) \| PRTB / PP / PCdoB / PDT / PR / PODE / PSB / PHS \| 1 PR \| Coronel Chagas (PRTB), Tayla Peres (PRTB) \| \| RR \| Oleno Matos (PCdoB) \| Luciano Castro (PR) \| PRTB / PP / PCdoB / PDT / PR / PODE / PSB / PHS \| 1 PR \| Coronel Chagas (PRTB), Tayla Peres (PRTB) \| \| RS \| ninguém \| ninguém \| nenhuma \| ninguém \| ninguém \| \| SC \| Mauro Mariani (MDB) \| Jorginho Mello (PR) \| PRTB / MDB / PSDB / PR / DC / PPS / PTB / PTC / Avante \| ninguém \| 3 PR \| \| SC \| Napoleão Bernardes (PSDB) \| Paulo Bauer (PSDB) \| PRTB / MDB / PSDB / PR / DC / PPS / PTB / PTC / Avante \| ninguém \| 3 PR \| \| SE \| Mendonça Prado (DEM) \| Reynaldo Nunes (PV) \| PRTB / DEM / PV \| ninguém \| ninguém \| \| SE \| Coronel Jorge Husek (DEM) \| Reynaldo Nunes (PV) \| PRTB / DEM / PV \| ninguém \| ninguém \| \| SP \| Rodrigo Tavares (PRTB) \| Major Olímpio (PSL) \| PRTB / PSL \| ninguém \| ninguém \| \| SP \| Jairo Glikson (PRTB) \| Jair Andreoni (PRTB) \| PRTB / PSL \| ninguém \| ninguém \| \| TO \| Márlon Reis (REDE) \| Irajá Abreu (PSD) \| PRTB / REDE / PV / PSD / PCdoB / PT / PTB / PDT \| ninguém \| ninguém \| \| TO \| José Geraldo (PTB) \| Paulo Mourão (PT) \| PRTB / REDE / PV / PSD / PCdoB / PT / PTB / PDT \| ninguém \| ninguém \| |                                         |                                | |                                         | |
| UF | Candidatos(as) a Governador(a) e a Vice | Candidatos(as) a Senadores(as) | Coligação majoritária (governo e senado)                                                              | Deputados(as) federais eleitos(as) — 11 | Deputados(as) estaduais eleitos(as) — 57                                                                |
| AC | Marcus Alexandre (PT)                   | Jorge Viana (PT)               | PRTB / PT / PDT / PRB / PV / PROS / PCdoB / PSB / PHS / PODE / DC / PPL / PMB / PSOL                  | ninguém                                 | ninguém                                                                                                 |
| AC | Emylson Farias (PDT)                    | Ney Amorim (PT)                | PRTB / PT / PDT / PRB / PV / PROS / PCdoB / PSB / PHS / PODE / DC / PPL / PMB / PSOL                  | ninguém                                 | ninguém                                                                                                 |
| AL | Renan Filho (MDB)                       | Renan Calheiros (MDB)          | PRTB / MDB / PR / PPS / DC / PCdoB / PDT / PHS / PMN / PODE / PRP / Avante / PSD / PT / PTB / PV / SD | 1 PSD, 1 PR, 1 PTB, 1 MDB, 1 PT         | Breno Albuquerque (PRTB), Fátima Canuto (PRTB), Flávia Cavalcante (PRTB), Jairzinho Lira (PRTB) + 1 PPS |
| AL | Luciano Barbosa (MDB)                   | Maurício Quintella Lessa (PR)  | PRTB / MDB / PR / PPS / DC / PCdoB / PDT / PHS / PMN / PODE / PRP / Avante / PSD / PT / PTB / PV / SD | 1 PSD, 1 PR, 1 PTB, 1 MDB, 1 PT         | Breno Albuquerque (PRTB), Fátima Canuto (PRTB), Flávia Cavalcante (PRTB), Jairzinho Lira (PRTB) + 1 PPS |
| AM | Wilson Lima (PSC)                       | Luiz Castro (REDE)             | PRTB / REDE / PSC                                                                                     | ninguém                                 | ninguém                                                                                                 |
| AM | Carlos Almeida (PRTB)                   | Luiz Castro (REDE)             | PRTB / REDE / PSC                                                                                     | ninguém                                 | ninguém                                                                                                 |
| AP | ninguém                                 | ninguém                        | nenhuma                                                                                               | ninguém                                 | ninguém                                                                                                 |
| BA | João Henrique (PRTB)                    | Celsinho Cotrim (PRTB)         | PRTB / PSL                                                                                            | ninguém                                 | ninguém                                                                                                 |
| BA | Antônia Santos (PRTB)                   | Comandante Rangel (PSL)        | PRTB / PSL                                                                                            | ninguém                                 | ninguém                                                                                                 |
| CE | Camilo Santana (PT)                     | Eunício Oliveira (MDB)         | PRTB / PT / PDT / PP / PSB / PR / PTB / DEM / PCdoB / PPS / PRP / PV / PMN / PPL / PMB / Patriota     | 1 Patriota                              | 1 PPS                                                                                                   |
| CE | Izolda Cela (PDT)                       | Alberto Bardawil (PODE)        | PRTB / PT / PDT / PP / PSB / PR / PTB / DEM / PCdoB / PPS / PRP / PV / PMN / PPL / PMB / Patriota     | 1 Patriota                              | 1 PPS                                                                                                   |
| DF | General Paulo Chagas (PRP)              | Brigadeiro Átila Maia (PRTB)   | PRTB / PRP                                                                                            | 1 PRP                                   | 1 PRP                                                                                                   |
| DF | Adalberto Monteiro (PRP)                | Fadi Faraj (PRP)               | PRTB / PRP                                                                                            | 1 PRP                                   | 1 PRP                                                                                                   |
| ES | Rose de Freitas (PODE)                  | Fabiano Contarato (REDE)       | PRTB / PODE / PMN / REDE / MDB / Patriota                                                             | ninguém                                 | 1 PMN, 1 Patriota, 1 REDE                                                                               |
| ES | Dr. Tanguy (PODE)                       | Fabiano Contarato (REDE)       | PRTB / PODE / PMN / REDE / MDB / Patriota                                                             | ninguém                                 | 1 PMN, 1 Patriota, 1 REDE                                                                               |
| GO | Ronaldo Caiado (DEM)                    | Jorge Kajuru (PRP)             | PRTB / DEM / PRP / PSC / PMB / PR / PODE / DC / PSL / PMN / PTC / PROS / PDT                          | ninguém                                 | Charles Bento (PRTB), Julio Pina (PRTB)                                                                 |
| GO | Lincoln Tejota (PROS)                   | Wilder Morais (DEM)            | PRTB / DEM / PRP / PSC / PMB / PR / PODE / DC / PSL / PMN / PTC / PROS / PDT                          | ninguém                                 | Charles Bento (PRTB), Julio Pina (PRTB)                                                                 |
| MA | Maura Jorge (PSL)                       | Samoel de Itapecuru (PSL)      | PRTB / PSL                                                                                            | ninguém                                 | Felipe dos Pneus (PRTB), Leonardo Sá (PRTB)                                                             |
| MA | Roberto Filho (PSL)                     | Samoel de Itapecuru (PSL)      | PRTB / PSL                                                                                            | ninguém                                 | Felipe dos Pneus (PRTB), Leonardo Sá (PRTB)                                                             |
| MG | João Batista Mares (REDE)               | Kaka Menezes (REDE)            | PRTB / REDE                                                                                           | ninguém                                 | Rafael Martins (PRTB) + 1 REDE                                                                          |
| MG | Dr. Giovanni (REDE)                     | Kaka Menezes (REDE)            | PRTB / REDE                                                                                           | ninguém                                 | Rafael Martins (PRTB) + 1 REDE                                                                          |
| MS | Junior Mochi (MDB)                      | Waldemir Moka (MDB)            | PRTB / MDB / PTC / PR / PHS / PRP / DC                                                                | ninguém                                 | 1 PR |
| MS | Tânia Garib (MDB)                       | Waldemir Moka (MDB)            | PRTB / MDB / PTC / PR / PHS / PRP / DC                                                                | ninguém                                 | 1 PR |
| MT | Pedro Taques (PSDB)                     | Selma Arruda (PSL)             | PRTB / PSDB / PSL / PSB / SD / PPS / DC / Avante / Patriota                                           | ninguém                                 | 2 DC |
| MT | Rui Prado (PSDB)                        | Nilson Leitão (PSDB)           | PRTB / PSDB / PSL / PSB / SD / PPS / DC / Avante / Patriota                                           | ninguém                                 | 2 DC |
| PA | Márcio Miranda (DEM)                    | Flexa Ribeiro (PSDB)           | PRTB / DEM / PSDB / PSB / SD / PMN / PDT / PPS / PRP                                                  | ninguém                                 | 1 PPS, 1 PMN                                                                                            |
| PA | José Megale (PSDB)                      | Sidney Rosa (PSB)              | PRTB / DEM / PSDB / PSB / SD / PMN / PDT / PPS / PRP                                                  | ninguém                                 | 1 PPS, 1 PMN                                                                                            |
| PB | Lucélio Cartaxo (PV)                    | Daniella Ribeiro (PP)          | PRTB / PV / PSDB / PP / PSD / PSC / SD / DC / PHS / PTC / PSL / PPL                                   | 1 PSL                                   | Eduardo Carneiro (PRTB) + 2 PSL                                                                         |
| PB | Michele Rodrigues (PSDB)                | Cássio Cunha Lima (PSDB)       | PRTB / PV / PSDB / PP / PSD / PSC / SD / DC / PHS / PTC / PSL / PPL                                   | 1 PSL                                   | Eduardo Carneiro (PRTB) + 2 PSL                                                                         |
| PE | Armando Monteiro (PTB)                  | Mendonça Filho (DEM)           | PRTB / PTB / PSC / PSDB / DEM / PPS / PRB / PV / PODE / PSL / PHS / DC / PMB                          | 1 PSL, 1 PHS                            | Marco Aurélio (PRTB) + 1 PHS                                                                            |
| PE | Fred Ferreira (PSC)                     | Bruno Araújo (PSDB)            | PRTB / PTB / PSC / PSDB / DEM / PPS / PRB / PV / PODE / PSL / PHS / DC / PMB                          | 1 PSL, 1 PHS                            | Marco Aurélio (PRTB) + 1 PHS                                                                            |
| PI | Wellington Dias (PT)                    | Ciro Nogueira (PP)             | PRTB / PT / MDB / PP / PR / PCdoB / PTB / PDT / PSD                                                   | ninguém                                 | Fernando Monteiro (PRTB), + 6 MDB, 5 PT, 5 PP, 3 PR, 2 PTB, 1 PSD, 1 PDT                                |
| PI | Regina Sousa (PT)                       | Marcelo Castro (MDB)           | PRTB / PT / MDB / PP / PR / PCdoB / PTB / PDT / PSD                                                   | ninguém                                 | Fernando Monteiro (PRTB), + 6 MDB, 5 PT, 5 PP, 3 PR, 2 PTB, 1 PSD, 1 PDT                                |
| PR | Geonísio Marinho (PRTB)                 | Rodrigo Reis (PRTB)            | PRTB / PRP                                                                                            | ninguém                                 | Boca Aberta Junior (PRTB)                                                                               |
| PR | Paulo Nori (PRTB)                       | Zé Boni (PRTB)                 | PRTB / PRP                                                                                            | ninguém                                 | Boca Aberta Junior (PRTB)                                                                               |
| RJ | Subtenente André Monteiro (PRTB)        | Mattos Nascimento (PRTB)       | nenhuma                                                                                               | ninguém                                 | Léo Vieira (PRTB)                                                                                       |
| RJ | Jonas Licurgo (PRTB)                    | Mattos Nascimento (PRTB)       | nenhuma                                                                                               | ninguém                                 | Léo Vieira (PRTB)                                                                                       |
| RN | Heró Bezerra (PRTB)                     | Levi Costa (PRTB)              | nenhuma                                                                                               | ninguém                                 | ninguém                                                                                                 |
| RN | Antônio Bento (PRTB)                    | Jurandir Marinho (PRTB)        | nenhuma                                                                                               | ninguém                                 | ninguém                                                                                                 |
| RO | Coronel Charlon (PRTB)                  | Ted Wilson (PRTB)              | nenhuma                                                                                               | ninguém                                 | ninguém                                                                                                 |
| RO | Coronel Alexandre (PRTB)                | Ted Wilson (PRTB)              | nenhuma                                                                                               | ninguém                                 | ninguém                                                                                                 |
| RR | Suely Campos (PP)                       | Ângela Portela (PDT)           | PRTB / PP / PCdoB / PDT / PR / PODE / PSB / PHS                                                       | 1 PR                                    | Coronel Chagas (PRTB), Tayla Peres (PRTB)                                                               |
| RR | Oleno Matos (PCdoB)                     | Luciano Castro (PR)            | PRTB / PP / PCdoB / PDT / PR / PODE / PSB / PHS                                                       | 1 PR                                    | Coronel Chagas (PRTB), Tayla Peres (PRTB)                                                               |
| RS | ninguém                                 | ninguém                        | nenhuma                                                                                               | ninguém                                 | ninguém                                                                                                 |
| SC | Mauro Mariani (MDB)                     | Jorginho Mello (PR)            | PRTB / MDB / PSDB / PR / DC / PPS / PTB / PTC / Avante                                                | ninguém                                 | 3 PR |
| SC | Napoleão Bernardes (PSDB)               | Paulo Bauer (PSDB)             | PRTB / MDB / PSDB / PR / DC / PPS / PTB / PTC / Avante                                                | ninguém                                 | 3 PR |
| SE | Mendonça Prado (DEM)                    | Reynaldo Nunes (PV)            | PRTB / DEM / PV                                                                                       | ninguém                                 | ninguém                                                                                                 |
| SE | Coronel Jorge Husek (DEM)               | Reynaldo Nunes (PV)            | PRTB / DEM / PV                                                                                       | ninguém                                 | ninguém                                                                                                 |
| SP | Rodrigo Tavares (PRTB)                  | Major Olímpio (PSL)            | PRTB / PSL                                                                                            | ninguém                                 | ninguém                                                                                                 |
| SP | Jairo Glikson (PRTB)                    | Jair Andreoni (PRTB)           | PRTB / PSL                                                                                            | ninguém                                 | ninguém                                                                                                 |
| TO | Márlon Reis (REDE)                      | Irajá Abreu (PSD)              | PRTB / REDE / PV / PSD / PCdoB / PT / PTB / PDT                                                       | ninguém                                 | ninguém                                                                                                 |
| TO | José Geraldo (PTB)                      | Paulo Mourão (PT)              | PRTB / REDE / PV / PSD / PCdoB / PT / PTB / PDT                                                       | ninguém                                 | ninguém                                                                                                 |

| Participação e desempenho do PRTB nas eleições estaduais de 2014 |                                         |                                        | |                                         |                                                                                |
| Candidatos majoritários eleitos (7 governadores e 4 senadores). Em negrito estão os candidatos filiados ao PRTB durante a eleição. Os cargos obtidos na Câmara Federal e nas Assembleias Legislativas são referentes às coligações proporcionais que o PRTB compôs. Tais coligações não são necessariamente iguais às coligações majoritárias e geralmente são menores. Não estão listados os futuros suplentes empossados. \| UF \| Candidatos(as) a Governador(a) e a Vice \| Candidatos(as) a Senadores(as) \| Coligação majoritária (governo e senado) \| Deputados(as) federais eleitos(as) — 38 \| Deputados(as) estaduais eleitos(as) — 63 \| \| -- \| --------------------------------------- \| -------------------------------------- \| ------------------------------------------------------------------------------------------------------------------------------ \| --------------------------------------- \| ------------------------------------------------------------------------------ \| \| AC \| ninguém \| ninguém \| nenhuma \| ninguém \| ninguém \| \| AL \| Jeferson Piones (PRTB) renunciou \| Oldemberg Paranhos (PRTB) \| PRTB / PMN / PPL \| Cícero Almeida (PRTB) \| Antônio Albuquerque (PRTB), Jairzinho Lira (PRTB), João Beltrão (PRTB) + 1 PMN \| \| AL \| James Soares (PRTB) renunciou \| Oldemberg Paranhos (PRTB) \| PRTB / PMN / PPL \| Cícero Almeida (PRTB) \| Antônio Albuquerque (PRTB), Jairzinho Lira (PRTB), João Beltrão (PRTB) + 1 PMN \| \| AM \| José Melo (PROS) \| Omar Aziz (PSD) \| PRTB / PV / PROS / PSL / PTN / PRP / PSDB / PHS / PEN / PTC / DEM / PR / PSC / PSD / SD / PTdoB \| 2 PSD, 1 PSDB, 1 PR, 1 DEM \| 2 PTN \| \| AM \| Henrique Oliveira (SD) \| Omar Aziz (PSD) \| PRTB / PV / PROS / PSL / PTN / PRP / PSDB / PHS / PEN / PTC / DEM / PR / PSC / PSD / SD / PTdoB \| 2 PSD, 1 PSDB, 1 PR, 1 DEM \| 2 PTN \| \| AP \| Jorge Amanajás (PPS) \| Marquinho Abreu (PRTB) partido isolado \| PRTB / PPS / PSC / PMN / PTC / PRP / PPL / PTB \| 1 PSC, 1 PTB \| 2 PTB \| \| AP \| Daiana Ramos (PMN) \| Marquinho Abreu (PRTB) partido isolado \| PRTB / PPS / PSC / PMN / PTC / PRP / PPL / PTB \| 1 PSC, 1 PTB \| 2 PTB \| \| BA \| Tadeu da Luz (PRTB) \| Marcelo Evangelista (PEN) \| PRTB / PEN \| ninguém \| ninguém \| \| BA \| Antônio Neto (PRTB) \| Marcelo Evangelista (PEN) \| PRTB / PEN \| ninguém \| ninguém \| \| CE \| Camilo Santana (PT) \| Mauro Filho (PROS) \| PRTB / PV / PP / PDT / PT / PTC / SD / PTB / PRB / PSL / PEN / PMN / PSD / PCdoB / PROS / PHS / PPL / PTdoB \| ninguém \| 1 PEN \| \| CE \| Izolda Cela (PROS) \| Mauro Filho (PROS) \| PRTB / PV / PP / PDT / PT / PTC / SD / PTB / PRB / PSL / PEN / PMN / PSD / PCdoB / PROS / PHS / PPL / PTdoB \| ninguém \| 1 PEN \| \| DF \| Jofran Frejat (PR) \| Gim Argello (PTB) \| PRTB / PR / PTB / DEM / PMN \| 1 DEM, 1 PR \| Juarezão (PRTB), Liliane Roriz (PRTB) \| \| DF \| Flávia Arruda (PR) \| Gim Argello (PTB) \| PRTB / PR / PTB / DEM / PMN \| 1 DEM, 1 PR \| Juarezão (PRTB), Liliane Roriz (PRTB) \| \| ES \| Renato Casagrande (PSB) \| Neucimar Fraga (PV) \| PRTB / PSB / PSDC / PSL / PP / PTB / PTdoB / PPS / PR / PSC / PSD / PCdoB / PTC / PEN / PTN / PPL / PMN / PRB / PHS \| 1 PSB \| Marcos Bruno (PRTB) + 1 PTC \| \| ES \| Fabrício Gandini (PPS) \| Neucimar Fraga (PV) \| PRTB / PSB / PSDC / PSL / PP / PTB / PTdoB / PPS / PR / PSC / PSD / PCdoB / PTC / PEN / PTN / PPL / PMN / PRB / PHS \| 1 PSB \| Marcos Bruno (PRTB) + 1 PTC \| \| GO \| Iris Rezende (PMDB) \| Ronaldo Caiado (DEM) \| PRTB / PMDB / DEM / PCdoB / SD / PTN / PPL \| 2 PMDB, 1 SD \| Charles Bento (PRTB) + 1 SD, 1 PCdoB \| \| GO \| Armando Vergílio (SD) \| Ronaldo Caiado (DEM) \| PRTB / PMDB / DEM / PCdoB / SD / PTN / PPL \| 2 PMDB, 1 SD \| Charles Bento (PRTB) + 1 SD, 1 PCdoB \| \| MA \| Lobão Filho (PMDB) \| Gastão Vieira (PMDB) \| PRTB / PSC / PMDB / PSL / PSDC / PRP / PTN / PMN / PV / PEN / PHS / PR / PRB / DEM / PSD / PT / PTB / PTdoB \| 1 PRP, 1 PSDC \| Stênio Rezende (PRTB) + 4 PMDB, 4 PV, 2 PSC, 2 DEM, 2 PR, 1 PTdoB \| \| MA \| Arnaldo Melo (PMDB) \| Gastão Vieira (PMDB) \| PRTB / PSC / PMDB / PSL / PSDC / PRP / PTN / PMN / PV / PEN / PHS / PR / PRB / DEM / PSD / PT / PTB / PTdoB \| 1 PRP, 1 PSDC \| Stênio Rezende (PRTB) + 4 PMDB, 4 PV, 2 PSC, 2 DEM, 2 PR, 1 PTdoB \| \| MG \| Tarcísio Delgado (PSB) \| Margarida Vieira (PSB) \| PRTB / PSB / PPL \| 3 PSB \| 3 PSB \| \| MG \| Sílvia Reis (PRTB) \| Margarida Vieira (PSB) \| PRTB / PSB / PPL \| 3 PSB \| 3 PSB \| \| MS \| Nelsinho Trad (PMDB) \| Simone Tebet (PMDB) \| PRTB / PMDB / PSB / PTdoB / PEN / PRB / PHS / PTN / PSC \| ninguém \| 2 PTdoB, 1 PEN, 1 PSB \| \| MS \| Pra. Janete Morais (PSB) \| Simone Tebet (PMDB) \| PRTB / PMDB / PSB / PTdoB / PEN / PRB / PHS / PTN / PSC \| ninguém \| 2 PTdoB, 1 PEN, 1 PSB \| \| MT \| Janete Riva (PSD) \| Rui Prado (PSD) \| PRTB / PEN / PSD / PTC / PTN / SD \| ninguém \| 1 SD \| \| MT \| Dr. Aray da Fonseca (PSD) \| Rui Prado (PSD) \| PRTB / PEN / PSD / PTC / PTN / SD \| ninguém \| 1 SD \| \| PA \| Elton Braga (PRTB) \| Eliezer Barros (PRTB) indeferido \| nenhuma \| ninguém \| ninguém \| \| PA \| Josenildo Silva (PRTB) \| Eliezer Barros (PRTB) indeferido \| nenhuma \| ninguém \| ninguém \| \| PB \| Ricardo Coutinho (PSB) \| Lucélio Cartaxo (PT) \| PRTB / PSB / PT / DEM / PEN / PDT / PRP / PSL / PCdoB / PHS / PPL \| 1 DEM, 1 PT, 1 PDT \| 5 PSB, 2 DEM \| \| PB \| Lígia Feliciano (PDT) \| Lucélio Cartaxo (PT) \| PRTB / PSB / PT / DEM / PEN / PDT / PRP / PSL / PCdoB / PHS / PPL \| 1 DEM, 1 PT, 1 PDT \| 5 PSB, 2 DEM \| \| PE \| Paulo Câmara (PSB) \| Fernando Coelho (PSB) \| PRTB / PV / PMDB / PCdoB / PTC / PRP / PTN / PR / SD / PPS / PHS / PSDB / PSD / PPL / DEM / PEN / PSDC / PROS / PP / PSB / PSL \| 1 PHS \| 2 SD \| \| PE \| Raul Henry (PMDB) \| Fernando Coelho (PSB) \| PRTB / PV / PMDB / PCdoB / PTC / PRP / PTN / PR / SD / PPS / PHS / PSDB / PSD / PPL / DEM / PEN / PSDC / PROS / PP / PSB / PSL \| 1 PHS \| 2 SD \| \| PI \| ninguém \| ninguém \| nenhuma \| ninguém \| ninguém \| \| PR \| Geonísio Marinho (PRTB) \| Adilson dos Santos (PRTB) \| nenhuma \| ninguém \| ninguém \| \| PR \| Rosângela Balduíno (PRTB) \| Adilson dos Santos (PRTB) \| nenhuma \| ninguém \| ninguém \| \| RJ \| Luiz Fernando Pezão (PMDB) \| César Maia (DEM) \| PRTB / PMDB / PP / PTB / PSL / PPS / PTN / DEM / PSDC / PHS / PEN / PMN / PTC / PRP / PSDB / PSC / PSD / SD \| 1 PRP \| Graça Pereira (PRTB) \| \| RJ \| Francisco Dornelles (PP) \| César Maia (DEM) \| PRTB / PMDB / PP / PTB / PSL / PPS / PTN / DEM / PSDC / PHS / PEN / PMN / PTC / PRP / PSDB / PSC / PSD / SD \| 1 PRP \| Graça Pereira (PRTB) \| \| RN \| Robinson Faria (PSD) \| Fátima Bezerra (PT) \| PRTB / PSD / PT / PCdoB / PTdoB / PP / PEN / PTC \| ninguém \| 3 PSD \| \| RN \| Fábio Dantas (PCdoB) \| Fátima Bezerra (PT) \| PRTB / PSD / PT / PCdoB / PTdoB / PP / PEN / PTC \| ninguém \| 3 PSD \| \| RO \| Confúcio Moura (PMDB) \| Acir Gurgacz (PDT) \| PRTB / PMDB / PDT / PSB / PCdoB / PTN / PTB / PSL / PRP \| 3 PMDB, 1 PDT, 1 PTB \| 2 PDT, 1 PRP \| \| RO \| Daniel Pereira (PSB) \| Acir Gurgacz (PDT) \| PRTB / PMDB / PDT / PSB / PCdoB / PTN / PTB / PSL / PRP \| 3 PMDB, 1 PDT, 1 PTB \| 2 PDT, 1 PRP \| \| RR \| Chico Rodrigues (PSB) \| ninguém \| PRTB / PSB / PMDB / PSDB / PR / PRB / PSD / SD / PROS / PPS / PMN / PSDC / PTdoB / PHS / PEN / PSL / PPL / PTN / PSC / PRP \| ninguém \| Coronel Chagas (PRTB) + 1 PRTB \| \| RR \| Rodrigo Jucá (PMDB) \| ninguém \| PRTB / PSB / PMDB / PSDB / PR / PRB / PSD / SD / PROS / PPS / PMN / PSDC / PTdoB / PHS / PEN / PSL / PPL / PTN / PSC / PRP \| ninguém \| Coronel Chagas (PRTB) + 1 PRTB \| \| RS \| Edson Estivalete (PRTB) \| ninguém \| nenhuma \| ninguém \| ninguém \| \| RS \| Hermes Souza (PRTB) \| ninguém \| nenhuma \| ninguém \| ninguém \| \| SC \| Paulo Bauer (PSDB) \| Paulo Bornhausen (PSB) \| PRTB / PSDB / PP / PSB / PSL / SD / PTN / PPS / PEN / PTC / PHS / PTdoB \| 2 PSDB, 2 PP, 1 PPS \| 2 PSB, 1 PPS \| \| SC \| Joares Ponticelli (PP) \| Paulo Bornhausen (PSB) \| PRTB / PSDB / PP / PSB / PSL / SD / PTN / PPS / PEN / PTC / PHS / PTdoB \| 2 PSDB, 2 PP, 1 PPS \| 2 PSB, 1 PPS \| \| SE \| Jackson Barreto (PMDB) \| Rogério Santos (PT) \| PRTB / PMDB / PT / PSB / PCdoB / PSD / PDT / PRP / PROS / PSDC / PRB \| ninguém \| ninguém \| \| SE \| Belivaldo Chagas (PSB) \| Rogério Santos (PT) \| PRTB / PMDB / PT / PSB / PCdoB / PSD / PDT / PRP / PROS / PSDC / PRB \| ninguém \| ninguém \| \| SP \| Walter Ciglioni (PRTB) \| Ricardo Fláquer (PRTB) \| nenhuma \| ninguém \| ninguém \| \| SP \| Marcelo Duarte (PRTB) \| Ricardo Fláquer (PRTB) \| nenhuma \| ninguém \| ninguém \| \| TO \| Sandoval Cardoso (SD) \| Ângelo Agnolin (PDT) \| PRTB / PRB / PP / PDT / PTB / PSC / PSL / PR / PPS / DEM / PHS / SD / PEN / PTC / PSB / PRP / PSDB \| 1 PSB, 1 PRB, 1 PP, 1 DEM \| Junior Evangelista (PRTB) + 1 PSL \| \| TO \| Eduardo Gomes (SD) \| Ângelo Agnolin (PDT) \| PRTB / PRB / PP / PDT / PTB / PSC / PSL / PR / PPS / DEM / PHS / SD / PEN / PTC / PSB / PRP / PSDB \| 1 PSB, 1 PRB, 1 PP, 1 DEM \| Junior Evangelista (PRTB) + 1 PSL \| |                                         |                                        | |                                         |                                                                                |
| UF | Candidatos(as) a Governador(a) e a Vice | Candidatos(as) a Senadores(as)         | Coligação majoritária (governo e senado)                                                                                       | Deputados(as) federais eleitos(as) — 38 | Deputados(as) estaduais eleitos(as) — 63                                       |
| AC | ninguém                                 | ninguém                                | nenhuma | ninguém                                 | ninguém                                                                        |
| AL | Jeferson Piones (PRTB) renunciou        | Oldemberg Paranhos (PRTB)              | PRTB / PMN / PPL | Cícero Almeida (PRTB)                   | Antônio Albuquerque (PRTB), Jairzinho Lira (PRTB), João Beltrão (PRTB) + 1 PMN |
| AL | James Soares (PRTB) renunciou           | Oldemberg Paranhos (PRTB)              | PRTB / PMN / PPL | Cícero Almeida (PRTB)                   | Antônio Albuquerque (PRTB), Jairzinho Lira (PRTB), João Beltrão (PRTB) + 1 PMN |
| AM | José Melo (PROS)                        | Omar Aziz (PSD)                        | PRTB / PV / PROS / PSL / PTN / PRP / PSDB / PHS / PEN / PTC / DEM / PR / PSC / PSD / SD / PTdoB                                | 2 PSD, 1 PSDB, 1 PR, 1 DEM              | 2 PTN                                                                          |
| AM | Henrique Oliveira (SD)                  | Omar Aziz (PSD)                        | PRTB / PV / PROS / PSL / PTN / PRP / PSDB / PHS / PEN / PTC / DEM / PR / PSC / PSD / SD / PTdoB                                | 2 PSD, 1 PSDB, 1 PR, 1 DEM              | 2 PTN                                                                          |
| AP | Jorge Amanajás (PPS)                    | Marquinho Abreu (PRTB) partido isolado | PRTB / PPS / PSC / PMN / PTC / PRP / PPL / PTB                                                                                 | 1 PSC, 1 PTB                            | 2 PTB                                                                          |
| AP | Daiana Ramos (PMN)                      | Marquinho Abreu (PRTB) partido isolado | PRTB / PPS / PSC / PMN / PTC / PRP / PPL / PTB                                                                                 | 1 PSC, 1 PTB                            | 2 PTB                                                                          |
| BA | Tadeu da Luz (PRTB)                     | Marcelo Evangelista (PEN)              | PRTB / PEN | ninguém                                 | ninguém                                                                        |
| BA | Antônio Neto (PRTB)                     | Marcelo Evangelista (PEN)              | PRTB / PEN | ninguém                                 | ninguém                                                                        |
| CE | Camilo Santana (PT)                     | Mauro Filho (PROS)                     | PRTB / PV / PP / PDT / PT / PTC / SD / PTB / PRB / PSL / PEN / PMN / PSD / PCdoB / PROS / PHS / PPL / PTdoB                    | ninguém                                 | 1 PEN                                                                          |
| CE | Izolda Cela (PROS)                      | Mauro Filho (PROS)                     | PRTB / PV / PP / PDT / PT / PTC / SD / PTB / PRB / PSL / PEN / PMN / PSD / PCdoB / PROS / PHS / PPL / PTdoB                    | ninguém                                 | 1 PEN                                                                          |
| DF | Jofran Frejat (PR)                      | Gim Argello (PTB)                      | PRTB / PR / PTB / DEM / PMN | 1 DEM, 1 PR                             | Juarezão (PRTB), Liliane Roriz (PRTB)                                          |
| DF | Flávia Arruda (PR)                      | Gim Argello (PTB)                      | PRTB / PR / PTB / DEM / PMN | 1 DEM, 1 PR                             | Juarezão (PRTB), Liliane Roriz (PRTB)                                          |
| ES | Renato Casagrande (PSB)                 | Neucimar Fraga (PV)                    | PRTB / PSB / PSDC / PSL / PP / PTB / PTdoB / PPS / PR / PSC / PSD / PCdoB / PTC / PEN / PTN / PPL / PMN / PRB / PHS            | 1 PSB                                   | Marcos Bruno (PRTB) + 1 PTC                                                    |
| ES | Fabrício Gandini (PPS)                  | Neucimar Fraga (PV)                    | PRTB / PSB / PSDC / PSL / PP / PTB / PTdoB / PPS / PR / PSC / PSD / PCdoB / PTC / PEN / PTN / PPL / PMN / PRB / PHS            | 1 PSB                                   | Marcos Bruno (PRTB) + 1 PTC                                                    |
| GO | Iris Rezende (PMDB)                     | Ronaldo Caiado (DEM)                   | PRTB / PMDB / DEM / PCdoB / SD / PTN / PPL                                                                                     | 2 PMDB, 1 SD                            | Charles Bento (PRTB) + 1 SD, 1 PCdoB                                           |
| GO | Armando Vergílio (SD)                   | Ronaldo Caiado (DEM)                   | PRTB / PMDB / DEM / PCdoB / SD / PTN / PPL                                                                                     | 2 PMDB, 1 SD                            | Charles Bento (PRTB) + 1 SD, 1 PCdoB                                           |
| MA | Lobão Filho (PMDB)                      | Gastão Vieira (PMDB)                   | PRTB / PSC / PMDB / PSL / PSDC / PRP / PTN / PMN / PV / PEN / PHS / PR / PRB / DEM / PSD / PT / PTB / PTdoB                    | 1 PRP, 1 PSDC                           | Stênio Rezende (PRTB) + 4 PMDB, 4 PV, 2 PSC, 2 DEM, 2 PR, 1 PTdoB              |
| MA | Arnaldo Melo (PMDB)                     | Gastão Vieira (PMDB)                   | PRTB / PSC / PMDB / PSL / PSDC / PRP / PTN / PMN / PV / PEN / PHS / PR / PRB / DEM / PSD / PT / PTB / PTdoB                    | 1 PRP, 1 PSDC                           | Stênio Rezende (PRTB) + 4 PMDB, 4 PV, 2 PSC, 2 DEM, 2 PR, 1 PTdoB              |
| MG | Tarcísio Delgado (PSB)                  | Margarida Vieira (PSB)                 | PRTB / PSB / PPL | 3 PSB                                   | 3 PSB                                                                          |
| MG | Sílvia Reis (PRTB)                      | Margarida Vieira (PSB)                 | PRTB / PSB / PPL | 3 PSB                                   | 3 PSB                                                                          |
| MS | Nelsinho Trad (PMDB)                    | Simone Tebet (PMDB)                    | PRTB / PMDB / PSB / PTdoB / PEN / PRB / PHS / PTN / PSC                                                                        | ninguém                                 | 2 PTdoB, 1 PEN, 1 PSB                                                          |
| MS | Pra. Janete Morais (PSB)                | Simone Tebet (PMDB)                    | PRTB / PMDB / PSB / PTdoB / PEN / PRB / PHS / PTN / PSC                                                                        | ninguém                                 | 2 PTdoB, 1 PEN, 1 PSB                                                          |
| MT | Janete Riva (PSD)                       | Rui Prado (PSD)                        | PRTB / PEN / PSD / PTC / PTN / SD                                                                                              | ninguém                                 | 1 SD                                                                           |
| MT | Dr. Aray da Fonseca (PSD)               | Rui Prado (PSD)                        | PRTB / PEN / PSD / PTC / PTN / SD                                                                                              | ninguém                                 | 1 SD                                                                           |
| PA | Elton Braga (PRTB)                      | Eliezer Barros (PRTB) indeferido       | nenhuma | ninguém                                 | ninguém                                                                        |
| PA | Josenildo Silva (PRTB)                  | Eliezer Barros (PRTB) indeferido       | nenhuma | ninguém                                 | ninguém                                                                        |
| PB | Ricardo Coutinho (PSB)                  | Lucélio Cartaxo (PT)                   | PRTB / PSB / PT / DEM / PEN / PDT / PRP / PSL / PCdoB / PHS / PPL                                                              | 1 DEM, 1 PT, 1 PDT                      | 5 PSB, 2 DEM                                                                   |
| PB | Lígia Feliciano (PDT)                   | Lucélio Cartaxo (PT)                   | PRTB / PSB / PT / DEM / PEN / PDT / PRP / PSL / PCdoB / PHS / PPL                                                              | 1 DEM, 1 PT, 1 PDT                      | 5 PSB, 2 DEM                                                                   |
| PE | Paulo Câmara (PSB)                      | Fernando Coelho (PSB)                  | PRTB / PV / PMDB / PCdoB / PTC / PRP / PTN / PR / SD / PPS / PHS / PSDB / PSD / PPL / DEM / PEN / PSDC / PROS / PP / PSB / PSL | 1 PHS                                   | 2 SD                                                                           |
| PE | Raul Henry (PMDB)                       | Fernando Coelho (PSB)                  | PRTB / PV / PMDB / PCdoB / PTC / PRP / PTN / PR / SD / PPS / PHS / PSDB / PSD / PPL / DEM / PEN / PSDC / PROS / PP / PSB / PSL | 1 PHS                                   | 2 SD                                                                           |
| PI | ninguém                                 | ninguém                                | nenhuma | ninguém                                 | ninguém                                                                        |
| PR | Geonísio Marinho (PRTB)                 | Adilson dos Santos (PRTB)              | nenhuma | ninguém                                 | ninguém                                                                        |
| PR | Rosângela Balduíno (PRTB)               | Adilson dos Santos (PRTB)              | nenhuma | ninguém                                 | ninguém                                                                        |
| RJ | Luiz Fernando Pezão (PMDB)              | César Maia (DEM)                       | PRTB / PMDB / PP / PTB / PSL / PPS / PTN / DEM / PSDC / PHS / PEN / PMN / PTC / PRP / PSDB / PSC / PSD / SD                    | 1 PRP                                   | Graça Pereira (PRTB)                                                           |
| RJ | Francisco Dornelles (PP)                | César Maia (DEM)                       | PRTB / PMDB / PP / PTB / PSL / PPS / PTN / DEM / PSDC / PHS / PEN / PMN / PTC / PRP / PSDB / PSC / PSD / SD                    | 1 PRP                                   | Graça Pereira (PRTB)                                                           |
| RN | Robinson Faria (PSD)                    | Fátima Bezerra (PT)                    | PRTB / PSD / PT / PCdoB / PTdoB / PP / PEN / PTC                                                                               | ninguém                                 | 3 PSD                                                                          |
| RN | Fábio Dantas (PCdoB)                    | Fátima Bezerra (PT)                    | PRTB / PSD / PT / PCdoB / PTdoB / PP / PEN / PTC                                                                               | ninguém                                 | 3 PSD                                                                          |
| RO | Confúcio Moura (PMDB)                   | Acir Gurgacz (PDT)                     | PRTB / PMDB / PDT / PSB / PCdoB / PTN / PTB / PSL / PRP                                                                        | 3 PMDB, 1 PDT, 1 PTB                    | 2 PDT, 1 PRP                                                                   |
| RO | Daniel Pereira (PSB)                    | Acir Gurgacz (PDT)                     | PRTB / PMDB / PDT / PSB / PCdoB / PTN / PTB / PSL / PRP                                                                        | 3 PMDB, 1 PDT, 1 PTB                    | 2 PDT, 1 PRP                                                                   |
| RR | Chico Rodrigues (PSB)                   | ninguém                                | PRTB / PSB / PMDB / PSDB / PR / PRB / PSD / SD / PROS / PPS / PMN / PSDC / PTdoB / PHS / PEN / PSL / PPL / PTN / PSC / PRP     | ninguém                                 | Coronel Chagas (PRTB) + 1 PRTB                                                 |
| RR | Rodrigo Jucá (PMDB)                     | ninguém                                | PRTB / PSB / PMDB / PSDB / PR / PRB / PSD / SD / PROS / PPS / PMN / PSDC / PTdoB / PHS / PEN / PSL / PPL / PTN / PSC / PRP     | ninguém                                 | Coronel Chagas (PRTB) + 1 PRTB                                                 |
| RS | Edson Estivalete (PRTB)                 | ninguém                                | nenhuma | ninguém                                 | ninguém                                                                        |
| RS | Hermes Souza (PRTB)                     | ninguém                                | nenhuma | ninguém                                 | ninguém                                                                        |
| SC | Paulo Bauer (PSDB)                      | Paulo Bornhausen (PSB)                 | PRTB / PSDB / PP / PSB / PSL / SD / PTN / PPS / PEN / PTC / PHS / PTdoB                                                        | 2 PSDB, 2 PP, 1 PPS                     | 2 PSB, 1 PPS                                                                   |
| SC | Joares Ponticelli (PP)                  | Paulo Bornhausen (PSB)                 | PRTB / PSDB / PP / PSB / PSL / SD / PTN / PPS / PEN / PTC / PHS / PTdoB                                                        | 2 PSDB, 2 PP, 1 PPS                     | 2 PSB, 1 PPS                                                                   |
| SE | Jackson Barreto (PMDB)                  | Rogério Santos (PT)                    | PRTB / PMDB / PT / PSB / PCdoB / PSD / PDT / PRP / PROS / PSDC / PRB                                                           | ninguém                                 | ninguém                                                                        |
| SE | Belivaldo Chagas (PSB)                  | Rogério Santos (PT)                    | PRTB / PMDB / PT / PSB / PCdoB / PSD / PDT / PRP / PROS / PSDC / PRB                                                           | ninguém                                 | ninguém                                                                        |
| SP | Walter Ciglioni (PRTB)                  | Ricardo Fláquer (PRTB)                 | nenhuma | ninguém                                 | ninguém                                                                        |
| SP | Marcelo Duarte (PRTB)                   | Ricardo Fláquer (PRTB)                 | nenhuma | ninguém                                 | ninguém                                                                        |
| TO | Sandoval Cardoso (SD)                   | Ângelo Agnolin (PDT)                   | PRTB / PRB / PP / PDT / PTB / PSC / PSL / PR / PPS / DEM / PHS / SD / PEN / PTC / PSB / PRP / PSDB                             | 1 PSB, 1 PRB, 1 PP, 1 DEM               | Junior Evangelista (PRTB) + 1 PSL                                              |
| TO | Eduardo Gomes (SD)                      | Ângelo Agnolin (PDT)                   | PRTB / PRB / PP / PDT / PTB / PSC / PSL / PR / PPS / DEM / PHS / SD / PEN / PTC / PSB / PRP / PSDB                             | 1 PSB, 1 PRB, 1 PP, 1 DEM               | Junior Evangelista (PRTB) + 1 PSL                                              |

### Eleições presidenciais
| Ano  | Imagem                                                         | Candidato a Presidente | Candidato a Vice-Presidente      | Coligação                                              | Votos                  | Posição |
| ---- | -------------------------------------------------------------- | ---------------------- | -------------------------------- | ------------------------------------------------------ | ---------------------- | ------- |
| 1998 |                                                                | Fernando Collor (PRN)  | não disponível                   | PRN-PRTB                                               | candidatura indeferida |         |
| 2010 |                                                                | Levy Fidelix (PRTB)    | Luiz Eduardo Ayres Duarte (PRTB) | Sem coligação                                          | 57.960 (0,06%)         | 7ª      |
| 2010 | Segundo turno: apoio à candidata vitoriosa Dilma Rousseff (PT) |                        |                                  |                                                        |                        |         |
| 2014 |                                                                | Levy Fidelix (PRTB)    | José Alves de Oliveira (PRTB)    | Sem coligação                                          | 446.878 (0,43%)        | 7ª      |
| 2014 | Segundo turno: apoio ao candidato derrotado Aécio Neves (PSDB) |                        |                                  |                                                        |                        |         |
| 2018 |                                                                | Jair Bolsonaro (PSL)   | Hamilton Mourão (PRTB)           | Brasil Acima de Tudo, Deus Acima de Todos (PSL e PRTB) | 57.797.121 (55,13%)    | 1ª      |

## Controvérsias
Além de Levy Fidelix, o PRTB já teve membros polêmicos, involtos em controvérsias, como o ex-presidente da república Fernando Collor de Mello, que foi candidato a prefeito de São Paulo pelo partido em 2000.[carece de fontes?]
O partido também é acusado de promover teorias da conspiração nas redes sociais, como teorias sobre os Illuminati, e notícias falsas. Em 2017, foi descoberto que o PRTB teria financiado o site de notícias com alinhamento político de direita Folha Política, considerado por alguns como produtor de notícias falsas, além das páginas do Facebook Movimento Contra Corrupção e TV Revolta. Segundo o partido, o que houve foi uma contratação de serviços da empresa que os administra.
O partido também é acusado de ter ligações com grupos de extrema-direita, tendo quase chegado a participar de um evento organizado por estes grupos, que posteriormente foi cancelado.